# 足柄 (重巡洋艦)
足柄（あしがら）は、日本海軍の重巡洋艦。妙高型の3番艦。艦名は神奈川県箱根の足柄山に因んで命名された。なお、戦後この名称は海上自衛隊のあたご型護衛艦の2番艦「あしがら」に受け継がれている。
1937年のジョージ6世戴冠記念観艦式の際には招待艦としてイギリスへ派遣され、｢飢えた狼｣という異名をつけられた。

## 艦歴
足柄は1929年（昭和4年）8月20日神戸川崎造船所で竣工した。1935年（昭和10年）4月7日の標柱間速力試験では排水量13,000ｔで実測35.6ノットを発揮した。
1935年（昭和10年）9月14日、射撃訓練中に足柄の2番砲塔で火災が発生した。足柄は直ちに港に引き返して、負傷者は担架で某病院（臨時衛戍病院に指定された）に運び込まれた。負傷者はいずれも顔や手を負傷しており、最終的に13名が死亡した。火災が発生した海域と病院の場所は秘匿されている。

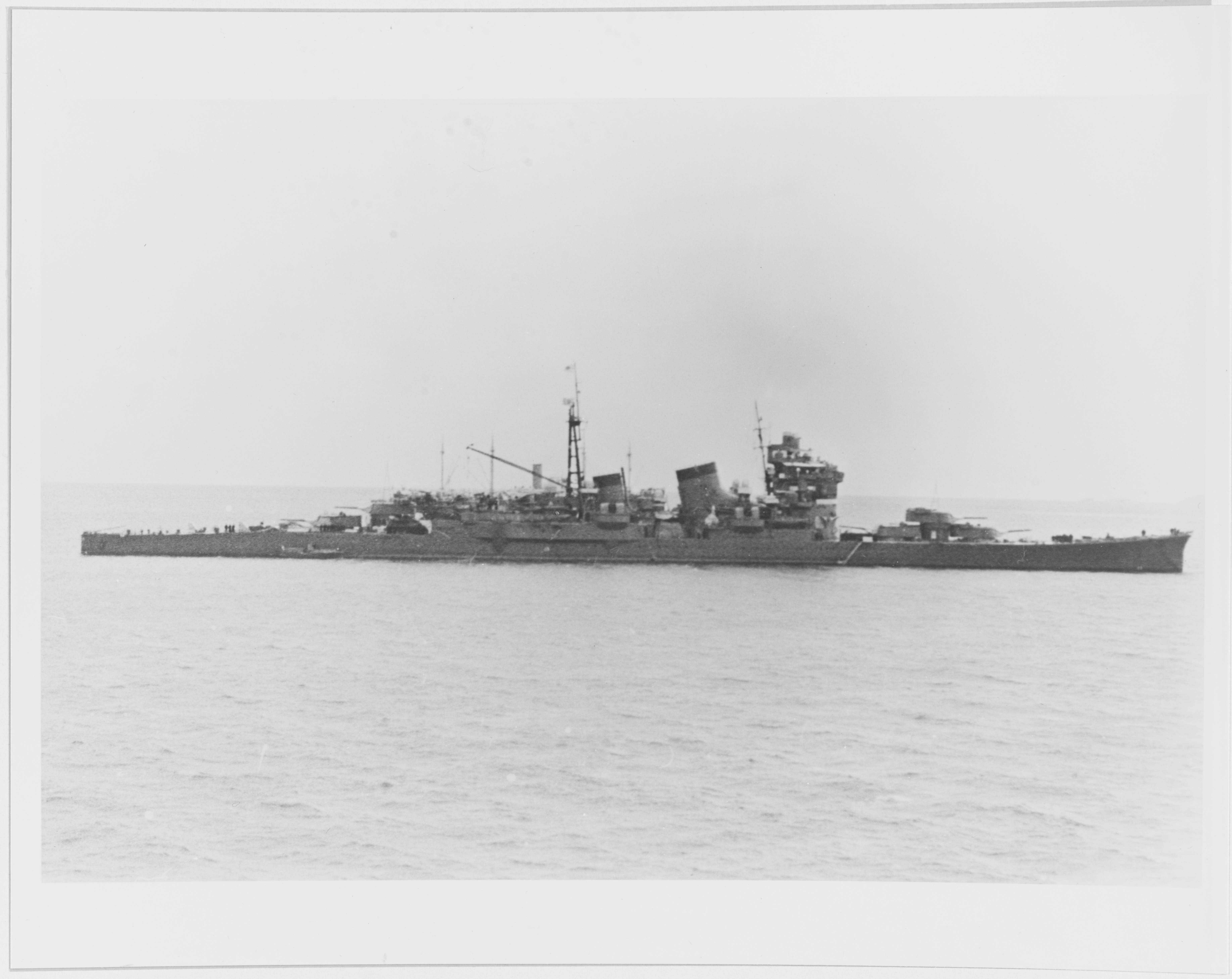
黄海青島沖を航行する足柄（1938年）

1937年（昭和12年）5月20日にはイギリスでジョージ6世戴冠記念観艦式に参加し、その後ドイツを訪問した。1937年2月18日にイギリスからの正式な招請があり、「足柄」の観艦式派遣が決められた。3月11日に第2艦隊司令長官より観艦式への参加命令が出され、「足柄」は3月16日に横須賀に到着。4月3日にイギリスへ向け出港した。「足柄」には第4戦隊司令官小林宗之助少将が座乗し、便乗者として藤澤親雄、中村研一、皆藤幸蔵、福原駿雄が乗艦していた。「足柄」は途中シンガポール、アデン、マルタ、サウサンプトンに立ち寄り、5月10日にポーツマスに到着した。観艦式当日には小林少将がジョージ6世に拝謁し、観艦式に参列した秩父宮・同妃が「足柄」を訪問している。「足柄」は5月22日にポーツマスを出港し、5月24日にキールに着いた。キール訪問の際はキール運河の通航料免除という特別の扱いを受けている。キールでは乗艦していた軍楽隊が行進を行い、小林少将はニュルンベルクでアドルフ・ヒトラー総統に謁見した。「足柄」は5月31日にキールを出港し、ジブラルタル、ポートサイド、コロンボ、香港に立ち寄り7月8日に佐世保に帰投した。途中で立ち寄ったシンガポール、マルタ、ジブラルタルでは軍事施設を見学し、マルタでは第二特務艦隊の墓地も参拝している。また、ジブラルタルではスペイン内戦で損傷したドイツ装甲艦「ドイッチュラント」やイギリス駆逐艦「ハンター」と遭遇し、その被害状況を報告した。この派遣中に乗員2名が病死、1名が事故死し、2名が行方不明（転落したか投身自殺したものと推定）となった。
佐世保軍港で整備したのち10月より東南アジア方面に進出して活動した。12月11日、第四艦隊旗艦（司令官：豊田副武海軍中将）として台湾周辺海域で行動中、台湾東南洋上の火燃島に座礁したアメリカの豪華客船プレジデントフーバー号の救援に赴く。足柄の乗組員はアメリカ駆逐艦が到着するまで火燃島に上陸したアメリカ客船乗客を保護した。
フランス領インドシナとタイとの間で紛争が発生すると日本は調停を試みたものの拒否され、その結果1941年1月から3月にかけて「足柄」の所属する第二遣支艦隊により示威行動（S作戦）が実施された。7月、南部仏印進駐（ふ号作戦）に参加。9月23日、佐世保へ帰還した。足柄は第三艦隊第十六戦隊旗艦となり、10月10日には高橋伊望中将が乗艦している。

### 太平洋戦争
11月29日南方へ出撃。太平洋戦争緒戦では軽巡洋艦「長良」を除いた第十六戦隊は重巡洋艦「摩耶」、特設水上機母艦「讃岐丸」、駆逐艦2隻と共に比島部隊主隊としてフィリピン進攻作戦に参加した。主隊の任務はフィリピンのビガン攻略を行なう第二急襲隊の支援であった。「讃岐丸」を除く主隊の「足柄」、重巡洋艦「摩耶」、軽巡洋艦「球磨」、駆逐艦「朝風」、「松風」は12月7日に澎湖諸島馬公から出撃。12月10日、主隊はアメリカ海軍第10哨戒航空団のPBYに発見され、続いて哨戒航空団の飛行艇（500ポンド爆弾4発搭載）5機による攻撃を受け命中弾はなかったものの「足柄」の艦尾近くに爆弾が落下した。アメリカ側は戦艦の艦尾に命中させた、と報告している。また、対空砲火で1機が損傷した。「朝風」の乗員であった佐野直一海軍三等兵曹は自著にて以下のように回想している。
足柄は直ちに高角砲にて射撃を始めたる時は敵機は爆弾投下せしなり。爆弾は足柄艦尾五十米の近くに投下大音響と共に山の如き物凄き水煙を上げたり。全く敵ながら六千米の高度より五十米離れただけだった。もしも命中せば足柄も海中の底深く沈んでいったであろうと思った時爆撃の物凄さを沁々と味わう事が出来た。敵機は高角砲に驚かされて一目散に飛去れり。敵機は米のダグラス大型戦闘機であった。
この後、主隊は碣石湾を経て12月14日に馬公に帰投した。
12月17日、主隊からは駆逐艦2隻が抜け特設水上機母艦「山陽丸」が加わった。「足柄」、「摩耶」と「球磨」は12月19日に馬公から出撃してリンガエン湾上陸作戦支援にあたり、12月23日に馬公に帰投した。
1942年（昭和17年）3月1日のスラバヤ沖海戦では、足柄は姉妹艦3隻と共にイギリス海軍の重巡洋艦エクセター、駆逐艦エンカウンター、ポープを共同で撃沈した。戦闘終結後、高橋第三艦隊司令長官の命令により連合軍将兵の救助活動を行う。3月3日には高角砲にて連合軍潜水艦の撃沈を記録した。その後第2南遣艦隊旗艦(第十六戦隊)となり、シンガポール方面で活動する。足柄は東南アジア各地の視察・訪問・兵員輸送・巡航・警戒任務に従事、東奔西走した。一方、ソロモン諸島に比べ落ち着いた戦線を担当していたことから、足柄が旗艦を務める第十六戦隊を「留守部隊」と自嘲する乗組員もいた。

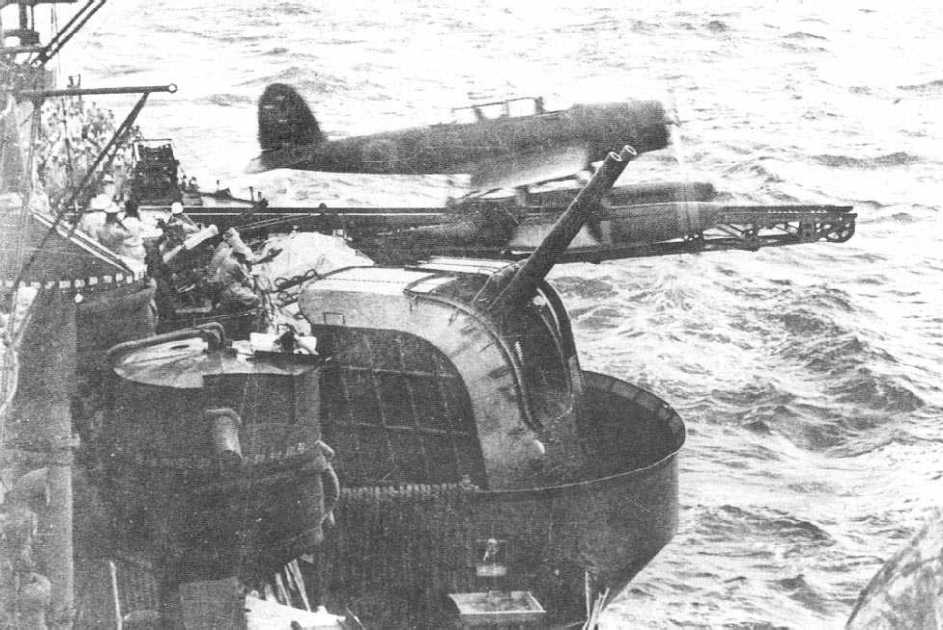
足柄のカタパルトから零式水偵を射出する様子（1943年5月）

1942年9月末から、「足柄」は第三十八師団の東方支隊の一部をスラバヤからラバウルへ輸送した。「足柄」は9月30日にスラバヤを出発し、ダバオを経て10月8日にラバウルに到着。それからショートランドへ行き、パラオを経て10月18日にバリクパパンに着いた。
1944年（昭和19年）2月25日に第五艦隊第二十一戦隊(青葉、足柄、鬼怒、敷波、浦波、天霧)所属となる。3月29日に佐世保入港後、4月2日に大湊入港。アリューシャン方面で警備につく。6月上旬、マリアナ沖海戦で日本海軍は大敗した。神重徳連合艦隊参謀は戦艦山城、巡洋艦那智、足柄、多摩、木曽、阿武隈等の第五艦隊によるサイパン島突入作戦を発案、アメリカ軍に対し陸上砲撃をおこなう計画を提案した。6月21日、横須賀に入港して作戦準備をおこなうが、実行前に作戦は中止となった。8月、呉に移動。同月、第五艦隊と第12航空艦隊で北東方面艦隊が編成される。10月、台湾沖航空戦で日本軍はアメリカ艦隊に大損害を与えたと誤認。第二十一戦隊は残敵掃討に向かうが、戦闘はなく帰還した。

#### フィリピンの戦い
1944年10月のレイテ沖海戦に足柄は志摩艦隊所属で参加した。日本海軍は大敗し、前任が足柄の艦長であった阪匡身が艦長として座していた戦艦の扶桑も、足柄の傍で山城と共に沈んでいる。レイテ沖海戦後、第二十一戦隊は解隊された。12月5日、足柄の所属する第五艦隊が南西方面艦隊に転属となった。
アメリカ軍のミンドロ島侵攻に伴う突入作戦（礼号作戦）に参加。突入作戦を指揮するは第二水雷戦隊司令官木村昌福少将は当初駆逐艦のみでの実行を希望したが、南西方面艦隊の意向に従い「大淀」も加えられた。さらに、巡洋艦が加わるのであれば2隻以上欲しいとの木村司令官の意見具申により重巡洋艦「足柄」も加えられた。結果巡洋艦2隻、駆逐艦6隻となった突入部隊は、挺身部隊と呼称された。
挺身部隊は12月24日にカムラン湾を出撃した。12月26日、挺身部隊はアメリカ軍機に発見され、その後爆撃を受けて被害が発生した。21時24分、被弾したB-25が「足柄」の中央部左舷後甲板前部に衝突。深さ6メートル、幅2.2メートルの破孔が生じた。また、発射管室下方で火災発生のため魚雷は8本全部が投棄された。人的被害は戦死41名、負傷29名であった。続いてアメリカの魚雷艇が出現し、「足柄」、「大淀」、駆逐艦「霞」が砲撃を行った。
挺身部隊は23時2分から27日0時4分にかけてマンガリン湾内の船舶やブグサンガ川河口の物資集積所及び飛行場を攻撃した。「足柄」は通常弾158発、照明弾68発を発射した。また、「足柄」搭載機2機は吊光弾投下の他、輸送船に対して60キロ爆弾2発を投下した。0時47分、「足柄」は魚雷艇2隻を発見。「足柄」と「大淀」は砲撃を行い魚雷艇を撃退した。この魚雷艇は「PT-221」と「PT-223」であった。「足柄」と「大淀」、駆逐艦2隻は12月28日にカムラン湾に帰投。残りも29日に帰投した。
1945年（昭和20年）2月5日に南方に分断された残存艦艇で第十方面艦隊が編成され、足柄はそこに属する第五戦隊の所属となった。

#### 沈没
1945年6月8日、「足柄」はジャカルタからシンガポールへの輸送任務中にバンカ海峡北口付近でイギリス潜水艦「トレンチャント」の雷撃を受けて沈没した。6月4日にジャカルタに到着した「足柄」と駆逐艦「神風」は陸兵1649名、物件480トンをのせると6月7日に出港した。この行動はイギリス側に知られており、バンカ海峡に潜水艦「トレンチャント」と「スチジアン」が配置されていた。6月8日、「足柄」を発見した「トレンチャント」は距離約3000ヤードで魚雷8本を発射し、5本が「足柄」の右舷に命中。被雷時刻は12時15分であった（または12時12分に最初の魚雷が命中）。「トレンチャント」はさらに艦尾から2本発射したが、これは命中しなかった。当直仕官であった通信長は雷跡発見の報告後すぐに回避運動を指示しなかったという。加えて、当時「足柄」は触礁のため左舷外側の推進器がなく面舵の利きが悪かったが、当直仕官は面舵を指示したという。「足柄」は12時37分（12時39分）に沈没した。「足柄」乗員約850名（三浦速雄大佐以下准士官以上53名、他約800名）と陸兵約400名が「神風」に救助された。
ペナン沖海戦で沈没した第五戦隊のもう1隻の姉妹艦の羽黒が6月20日に除籍されると、第五戦隊は解隊された。
終戦から5日後の1945年8月20日、足柄は除籍された。

## エピソード
- 上述の通り足柄はイギリスにおいて「餓えた狼」というニックネームをつけられた。日本側ではこれを足柄に対する高評価であると解釈したが、イギリスの巡洋艦にある気品や優雅さ、ゆとりといったものが皆無で無骨一辺倒の様子を見ての半ば揶揄だと言われている[68]。1982年発行の『ザ・ロイヤル・ネーバル・レビュース』は、「足柄」について「高速で兵装の強力な艦」としつつ、「しかし、美しいフネとはとてもいえない」と評した[69]。各国や個人の美意識の問題も関係しているとされる[70]。またあるイギリス人記者は「今日私は初めて軍艦を見た。今まで私が見てきたのは客船だった」とイギリス流の皮肉を交えて足柄を評した。ちなみに、『美女と野獣』で知られるフランスの前衛芸術家ジャン・コクトーのように、足柄の機能美を絶賛している西欧人もいる[71]。

イギリスが足柄の「居住性の悪さ」を批判した背景には、イギリスの巡洋艦には本国と植民地を結ぶ長大なシーレーンを防衛するための長期間の航続能力と、その間の乗員の長期航行生活のために高い居住性が要求されていると言う事情もある。また日本海軍の軍艦そのものが、個艦の性能を向上させるかわりに居住性を犠牲にした設計思想だったことも影響している。
- ジョージ6世戴冠記念観艦式に参加するためイギリスに到着した足柄には日本の新聞記者が乗艦していた。彼らはロンドン滞在中にチャタレイ夫人の恋人の原書を購入すると、軍艦のため税関のチェックを受けることなく日本に密輸した[73]。山本五十六海軍次官は記者から事情を聴いて大いに笑った[73]。
- 太平洋戦争開戦時、運用長のアイデアにより、空になったビール瓶や酒瓶にコルク栓をしてバルジに詰め込んだという[74]。魚雷命中によりバルジが浸水しても浮力を確保できるという構想であった[74]。

## 歴代艦長
※『艦長たちの軍艦史』102-105頁、『日本海軍史』第9巻・第10巻の「将官履歴」に基づく。

### 艤装員長
1. 小野弥一 大佐：1928年10月1日 - 1929年2月8日
2. 井上肇治 大佐：1929年2月8日 -

### 艦長
1. 井上肇治 大佐：1929年8月20日 - 1929年11月30日
2. 羽仁六郎 大佐：1929年11月30日 - 1930年12月1日
3. 大田垣富三郎 大佐：1930年12月1日 - 1931年12月1日
4. 三木太市 大佐：1931年12月1日 - 1933年11月15日
5. 横山菅雄 大佐：1933年11月15日 - 1935年11月15日
6. 佐倉武夫 大佐：1935年11月15日 - 1936年12月1日
7. 武田盛治 大佐：1936年12月1日 - 1937年12月15日
8. 丸茂邦則 大佐：1937年12月15日 - 1938年6月3日
9. 醍醐忠重 大佐：1938年6月3日 - 1938年12月1日
10. 鎌田道章 大佐：1938年12月1日 - 1940年10月15日
11. 中澤佑 大佐：1940年10月15日 - 1941年7月5日
12. 一宮義之 大佐：1941年7月5日 - 1942年9月25日
13. 阪匡身 大佐：1942年9月25日 - 1944年1月30日
14. 三浦速雄 大佐：1944年1月30日 - 1945年6月20日[75]

## 同型艦
- 妙高 - 那智 - 羽黒